# Herrens lidande tjänare
Herrens lidande tjänare, är en person, aldrig nämnd vid namn, som i profeten Jesajas bok 52:13–53:12 skildras som en smärtornas man som blivit sargad och har burit våra synder; hans lidande leder till försoning och räddning för andra. Ibland har han uppfattats som en personifikation av Israels folk. I Nya Testamentet och kristen tradition uppfattas texten som en profetia om Jesus. Den utgör den fjärde och sista av de fyra "sångerna om Herrens tjänare" i Jesaja kapitel 40–53.